# 쿠라노오 나루미
쿠라노오 나루미(일본어: 倉野尾 成美 구라노 나루미[*], 2000년 11월 8일~)는 일본의 아이돌이며, 여성 아이돌 그룹 AKB48과 7초 후, 네가 좋아져, UNLAME의 멤버이다.

## 약력
2014년 
- 4월 3일, 프로젝트 발표회에서 팀8 멤버로서 첫 피로했다.
- 8월 5일, 팀8 「PARTYが始まるよ」공연으로 극장 공연에 데뷔했다.

 2016년 
- 5월 31일부터 6월 18일까지 투표가 실시된 《AKB48 45th 싱글 선발 총선거》에서 34위를 차지, 넥스트 걸즈에 선출되었다.

2023년
- 12월 31일, AKB48 극장에서 열린 〈AKB48 극장 섣달 그믐날 공연 ~해를 잊은 아이돌 노래 2023~〉에서 차기 총감독으로 지명되었다.

## AKB48에서의 참가곡

### 싱글 CD 선발곡
- 〈心のプラカード 마음의 플래카드〉에 수록
  - 47の素敵な街へ / 47의 멋진 거리에 - 팀8 명의
- 〈望的リフレイン 희망적 리프레인〉에 수록
  - 制服の羽根 / 제복의 날개 - 팀8 명의
- 〈Green Flash〉에 수록
  - 挨拶から始めよう / 인사부터 시작하자 - 팀8 명의
- 〈唇にBe My Baby 입술에 Be My Baby〉에 수록
  - あまのじゃくバッタ / 심술꾸러기 메뚜기 - Team 8 명의
- 〈翼はいらない 날개는 필요 없어〉에 수록
  - 夢へのルート / 꿈으로의 길 - Team 8 명의
- 〈LOVE TRIP/しあわせを分けなさい LOVE TRIP/행복을 나눠라〉에 수록
- 進化してねえじゃん / 진화하지 않잖아 - 넥스트 걸즈 명의
- 〈ハイテンション 하이텐션〉에 수록
  - ハッピーエンド / 해피 엔드 - 레낫치즈 명의
  - 思春期のアドレナリン / 사춘기의 아드레날린 - Team 8 West 명의
- 〈シュートサイン 숏트 싸인〉에 수록
  - アクシデント中 / 사고 중 - AKB48 U-19 선발 명의

### 앨범 CD 수록곡
- 《ここがロドスだ、ここで跳べ! 여기가 로도스다, 여기서 뛰어라!》에 수록
  - へなちょこサポート / 풋내기 서포트 - 팀8 명의
- 《0と1の間 0과 1 사이》에 수록
  - 一生の間に何人と出逢えるのだろう / 평생 몇 명이나 사람을 만나는 걸까 - 팀8 명의

## 출연

### TV 프로그램
- AKBINGO! (부정기 출연, 닛폰 TV)
- AKB48의 너, 누구? (부정기 출연, NOTTV)
- AKB48 SHOW! (부정기 출연, BS 프리미엄)